# Wapens van afhankelijke territoria
Hieronder staan heraldische wapens van afhankelijke territoria van de wereld.

Wapen van Åland
Wapen van Anguilla
Wapen van Aruba
Wapen van Bermuda
Wapen van Bonaire
Wapen van de Britse Maagdeneilanden
Wapen van de Kaaimaneilanden
Wapen van Cookeilanden
Wapen van Curaçao
Wapen van de Falklandeilanden
Wapen van de Faeröer
Wapen van Frans-Guyana
Wapen van Guadeloupe
Wapen van Gibraltar
Wapen van Groenland
Wapen van Guernsey
Embleem van Hongkong
Wapen van Jersey
Wapen van het eiland  Man
Embleem van Macau
Wapen van het eiland  Montserrat
Wapen van Martinique
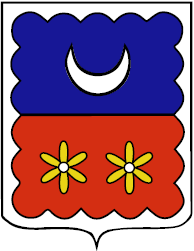
Wapen van Mayotte
Wapen van Réunion
Wapen van het eiland  Norfolk
Wapen van de Pitcairneilanden
Wapen van Puerto Rico
Wapen van Saba
Wapen van Sint Maarten
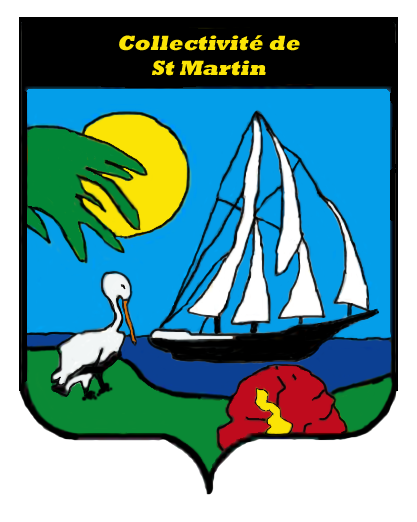
Wapen van Saint-Martin
Wapen van Sint Eustatius
Wapen van Tokelau